# Kurt Woelck

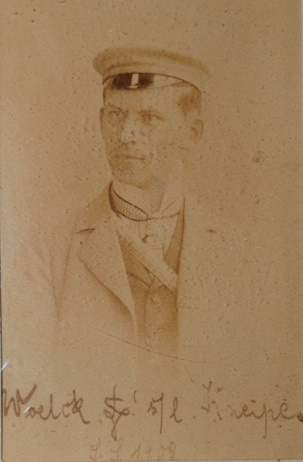
Kurt Woelck (1902)

Kurt Fitz Woelck (* 12. November 1882 in Thorn, Westpreußen; † 7. September 1958 in Gütersloh) war ein deutscher Verwaltungs- und Wirtschaftsjurist. Als Kommunalbeamter war er der letzte Oberbürgermeister von Spandau.

## Leben
Nach dem Abitur am Thorner Gymnasium studierte Woelck an der Universität Leipzig Rechtswissenschaft. Als Woelck III wurde er 1902 Mitglied des Corps Lusatia Leipzig. Als Inaktiver wechselte er an die Friedrich-Wilhelms-Universität Berlin. Nachdem er 1904 dort das Referendarexamen bestanden hatte, trat er in die  Rechtspflege des Königreichs Preußen. Nach der Assessorprüfung wurde er zum Dr. iur. promoviert.

### Kommunalverwaltung
Er wechselte 1909 als Regierungsassessor in die preußische Kommunalverwaltung und wurde Stadtrat in Frankfurt (Oder). Am 1. April 1914 wurde er zum Stadtrat in Spandau berufen.
Mit dem Ende des Ersten Weltkrieges und dem Friedensvertrag von Versailles verlor die Stadt ihre Funktion als ein Zentrum der deutschen Rüstungsindustrie.
Die Folgen waren hohe Arbeitslosigkeit und große Wohnungsnot. In dieser kritischen Zeit konkurrierten die USPD und die SPD als stärkste Parteien in der Spandauer Stadtverordnetenversammlung. Woelcks Deutsche Demokratische Partei hatte 17 % der Wählerstimmen gewonnen. Trotzdem wählte die Stadtverordnetenversammlung den bewährten Fachmann Woelck 1919 fast einstimmig als Friedrich Koeltzes Nachfolger zum Oberbürgermeister.
Als letztes Stadtoberhaupt des kreisfreien Spandau musste Woelck 1921 den Anschluss an die neu gebildete Stadtgemeinde Groß-Berlin vollziehen. Die Wahl zum einfachen Bürgermeister des neuen Bezirks Spandau lehnte er ab.

### Vorstand in Wirtschaftsverbänden
Zur Zeit der Weimarer Republik saß er in Vorständen bedeutender Wirtschaftsverbände. 1929 wurde er geschäftsführendes Vorstandsmitglied des Deutschen Buchdruckervereins in Leipzig. Nach dem Wahlsieg der NSDAP bei der Reichstagswahl März 1933 musste er das Amt abgeben. Er kehrte nach Berlin zurück und fand erst 1937 eine Anstellung im privatwirtschaftlichen Verkehrswesen. Nach dem Zweiten Weltkrieg, in dem seine beiden Söhne fielen, widmete er sich dem Aufbau des privaten Eisenbahnwesens. Er wurde geschäftsführendes Vorstandsmitglied des Verbandes Deutscher Nichtbundeseigener Eisenbahnen.
Seit dem 1. April 1955 lebte er im Ruhestand in Lette (Oelde) und zuletzt in Gütersloh.
Sein Bruder Carl Woelck war von 1905 bis 1919 Bürgermeister von Weißensee bei Berlin.

## Ehrungen
- Porträt in der Bildergalerie Spandauer Bürgermeister im Rathaus Spandau
- Ehrenmitglied des Verbandes Deutscher Nichtbundeseigener Eisenbahnen
- Berliner Gedenktafel am Bezirksamt Spandau[6]